# Liste der denkmalgeschützten Objekte in Pottendorf
Die Liste der denkmalgeschützten Objekte in Pottendorf enthält die 19 denkmalgeschützten, unbeweglichen Objekte der Marktgemeinde Pottendorf im niederösterreichischen Bezirk Baden.

## Denkmäler
| Foto |                 | Denkmal                                                                               | Standort                                                   | Beschreibung | Metadaten |
| ---- | --------------- | ------------------------------------------------------------------------------------- | ---------------------------------------------------------- | --- | --- |
| ja   | Datei hochladen | Steinkruzifix, Gelöbniskreuz HERIS-ID: 65826 Objekt-ID: 78695                         | Badener Straße 11 Standort KG: Landegg                     | Das sogenannte Gelöbniskreuz ist ein Steinkruzifix, das mit 1834 datiert ist. | BDA-Hist.: Q38111738 Status: § 2a Stand der BDA-Liste: 2025-06-30 Name: Steinkruzifix Gelöbnis Kreuz GstNr.: 317                                              |
| ja   | Datei hochladen | Kath. Filialkirche zur Kreuzerhöhung, Friedhofsmauer HERIS-ID: 50947 Objekt-ID: 56472 | Badener Straße 11 Standort KG: Landegg                     | Die Filialkirche Zur Kreuzerhöhung ist eine schlichte Saalkirche, die von Johann Zahlbruckner in den Jahren 1948 bis 1950 anstelle eines im Zweiten Weltkrieg zerstörten Vorgängerbaus errichtet wurde.                               | BDA-Hist.: Q38042801 Status: § 2a Stand der BDA-Liste: 2025-06-30 Name: Kath. Filialkirche zur Kreuzerhöhung, Friedhofsmauer GstNr.: 317 Filialkirche Landegg |
| ja   | Datei hochladen | Nepomuk-Figur HERIS-ID: 65829 Objekt-ID: 78698                                        | bei Hauptstraße 6 Standort KG: Landegg                     | Diese Johannes-Nepomuk-Statue wurde von Thomas Gundacker von Starhemberg gestiftet. | BDA-Hist.: Q38111747 Status: § 2a Stand der BDA-Liste: 2025-06-30 Name: Nepomuk-Figur GstNr.: 241/1                                                           |
| ja   | Datei hochladen | Sog. Rother Hof HERIS-ID: 56511 Objekt-ID: 65980                                      | Hauptstraße 25 Standort KG: Pottendorf                     | Der Rother-Hof ist ein mächtiger, lang gestreckter Vierflügelbau mit zwei Geschoßen, der im 15. Jahrhundert errichtet und mehrfach umgebaut wurde.                                                                                    | BDA-Hist.: Q113429 Status: § 2a Stand der BDA-Liste: 2025-06-30 Name: Sog. Rother Hof GstNr.: 220                                                             |
| ja   | Datei hochladen | Volks- und Hauptschule HERIS-ID: 50404 Objekt-ID: 55339                               | Johannes-Heigl-Gasse 2 Standort KG: Pottendorf             | 1929 von Karl Krist erbauter breiter, kubisch gestaffelter Baukörper im Stil der Neuen Sachlichkeit. | BDA-Hist.: Q38039979 Status: § 2a Stand der BDA-Liste: 2025-06-30 Name: Volks- und Hauptschule GstNr.: 581, 582 Elementary school in Pottendorf               |
| ja   | Datei hochladen | Kath. Pfarrkirche hl. Jacob der Ältere, Kirchhof HERIS-ID: 65736 Objekt-ID: 78601     | Kirchenplatz 6 Standort KG: Pottendorf                     | Der hochbarocke Zentralbau mit Einturmfassade wurde 1714 bis 1718 errichtet. | BDA-Hist.: Q2082886 Status: § 2a Stand der BDA-Liste: 2025-06-30 Name: Kath. Pfarrkirche hl. Jacob der Ältere, Kirchhof GstNr.: 188 Pfarrkirche Pottendorf    |
| ja   | Datei hochladen | Figurenbildstock hl. Johannes Nepomuk HERIS-ID: 65758 Objekt-ID: 78623                | bei Wiener Straße 9 Standort KG: Pottendorf                | Die Nepomuk-Statue aus dem Jahr 1748 auf einem Volutensockel stand früher auf dem Kirchenplatz (Lage), sie wurde nach einer Restaurierung 2013 an den neuen Standort versetzt.                                                        | BDA-Hist.: Q38111568 Status: § 2a Stand der BDA-Liste: 2025-06-30 Name: Figurenbildstock hl. Johannes Nepomuk GstNr.: 1138/1                                  |
| ja   | Datei hochladen | Floriani-Kapelle HERIS-ID: 65765 Objekt-ID: 78630                                     | bei Wiener Straße 14 Standort KG: Pottendorf               | Eine im Jahr 1828 errichtete klassizistische Kapelle mit Satteldach. | BDA-Hist.: Q38111589 Status: § 2a Stand der BDA-Liste: 2025-06-30 Name: Floriani-Kapelle GstNr.: 1139                                                         |
| ja   | Datei hochladen | Friedhof mit sog. Crucifixkapelle HERIS-ID: 65754 Objekt-ID: 78619                    | Brunnenfeldgasse Standort KG: Pottendorf                   | Der Friedhof wurde wahrscheinlich 1640 angelegt und 1744 erweitert. Die barocke Crucifixkapelle wurde im Jahr 1730 über einem ehemaligen Beinhaus errichtet und bis 1968 als Aufbahrungshalle genutzt.                                | BDA-Hist.: Q38111541 Status: § 2a Stand der BDA-Liste: 2025-06-30 Name: Friedhof mit sog. Crucifixkapelle GstNr.: 246                                         |
| ja   | Datei hochladen | Pietà HERIS-ID: 65757 Objekt-ID: 78622                                                | Kirchenplatz 6, bei Standort KG: Pottendorf                | Die Pietà-Statue auf einem breiten reliefierten Volutenpfeiler stammt aus dem Jahr 1749 und steht im Kirchhof. | BDA-Hist.: Q38111559 Status: § 2a Stand der BDA-Liste: 2025-06-30 Name: Pietà GstNr.: 188                                                                     |
| ja   | Datei hochladen | Schlossruine Pottendorf samt Kapelle HERIS-ID: 34796 Objekt-ID: 33193                 | Johann-Zisser-Straße 12, gegenüber Standort KG: Pottendorf | Eine barocke Schlossanlage mit romanischem Kern, deren Hauptgebäude dem Verfall preisgegeben ist. Der Erhaltung der beiden noch intakten Türme und einer freistehenden gotischen Kapelle hat sich die Gemeinde Pottendorf angenommen. | BDA-Hist.: Q2242976 Status: Bescheid Stand der BDA-Liste: 2025-06-30 Name: Schlossruine Pottendorf samt Kapelle GstNr.: 1 Schloss Pottendorf                  |
| ja   | Datei hochladen | Schlosspark Pottendorf HERIS-ID: 112283 Objekt-ID: 130374seit 2014                    | Johann-Zisser-Straße 12, bei Standort KG: Pottendorf       | Der rund 21 Hektar große Schlosspark wurde 2006 von der Gemeinde gekauft, revitalisiert und für die Öffentlichkeit zugänglich gemacht.                                                                                                | BDA-Hist.: Q64765083 Status: Bescheid Stand der BDA-Liste: 2025-06-30 Name: Schlosspark Pottendorf GstNr.: 1, 2/1, 3, 101, 125, 126 Schloss Pottendorf        |
| ja   | Datei hochladen | Hügelgräberfeld Oberes Feld HERIS-ID: 46283 Objekt-ID: 48018                          | Oberes Feld Standort KG: Siegersdorf                       | | BDA-Hist.: Q38020332 Status: Bescheid Stand der BDA-Liste: 2025-06-30 Name: Hügelgräberfeld Oberes Feld GstNr.: 1232, 1233/2, 1233/1                          |
| ja   | Datei hochladen | Kath. Filialkirche hl. Anna HERIS-ID: 65810 Objekt-ID: 78679                          | Pottendorfer Straße 27 Standort KG: Siegersdorf            | Ein neugotischer Bau aus dem Jahr 1868/70, der im Zweiten Weltkrieg zerstört und 1950/53 in vereinfachter Form wieder aufgebaut wurde.                                                                                                | BDA-Hist.: Q38111690 Status: § 2a Stand der BDA-Liste: 2025-06-30 Name: Kath. Filialkirche hl. Anna GstNr.: 29/7 Filialkirche hl. Anna, Siegersdorf           |
| ja   | Datei hochladen | Bildstock sog. Weißes Kreuz HERIS-ID: 65824 Objekt-ID: 78693                          | bei Pottendorfer Straße 39 Standort KG: Siegersdorf        | Tabernakelbildstock aus dem 19. Jahrhundert mit Bruchsteinpfeiler, steinernem Quaderaufsatz und Pyramidenhelm. | BDA-Hist.: Q38111727 Status: § 2a Stand der BDA-Liste: 2025-06-30 Name: Bildstock sog. Weißes Kreuz GstNr.: 1225/13 Weißes Kreuz, Siegersdorf                 |
| ja   | Datei hochladen | Bildstock HERIS-ID: 65823 Objekt-ID: 78692                                            | bei Untere Angerstraße 1 Standort KG: Siegersdorf          | Mächtiger Tabernakelpfeiler, vermutlich aus dem 16. Jahrhundert. | BDA-Hist.: Q38111718 Status: § 2a Stand der BDA-Liste: 2025-06-30 Name: Bildstock GstNr.: 384/71                                                              |
| ja   | Datei hochladen | Gnadenstuhl HERIS-ID: 65834 Objekt-ID: 78703                                          | gegenüber Lindenstraße 27 Standort KG: Wampersdorf         | Ein Pfeilerbildstock mit einer Gnadenstuhl-Skulptur aus dem Jahr 1880. | BDA-Hist.: Q38111788 Status: § 2a Stand der BDA-Liste: 2025-06-30 Name: Gnadenstuhl GstNr.: 1116/5                                                            |
| ja   | Datei hochladen | Kath. Pfarrkirche hl. Nikolaus HERIS-ID: 50788 Objekt-ID: 56142                       | Obere Hauptstraße 5 Standort KG: Wampersdorf               | Eine neugotische Saalkirche aus dem Jahr 1877 mit einem spätbarocken Hochaltar aus dem zweiten Drittel des 18. Jahrhunderts. | BDA-Hist.: Q38042165 Status: § 2a Stand der BDA-Liste: 2025-06-30 Name: Kath. Pfarrkirche hl. Nikolaus GstNr.: 294 Pfarrkirche Wampersdorf                    |
| ja   | Datei hochladen | Kriegerdenkmal HERIS-ID: 65833 Objekt-ID: 78702                                       | Untere Hauptstraße 1, bei Standort KG: Wampersdorf         | Ein Soldatendenkmal, welches um 1920 errichtet wurde und das im Zentrum eine Löwenskulptur hat. | BDA-Hist.: Q38111779 Status: § 2a Stand der BDA-Liste: 2025-06-30 Name: Kriegerdenkmal GstNr.: 348/2                                                          |

## Ehemalige Denkmäler
| Foto |                 | Denkmal                          | Standort                               | Beschreibung                                                            | Metadaten                                                                                   |
| ---- | --------------- | -------------------------------- | -------------------------------------- | ----------------------------------------------------------------------- | ------------------------------------------------------------------------------------------- |
| ja   | Datei hochladen | Rathaus Objekt-ID: 78632bis 2015 | Hauptstraße 11 Standort KG: Pottendorf | Ein zweigeschoßiger Bau, der Ende des 19. Jahrhunderts errichtet wurde. | BDA-Hist.: Q106649646 Status: § 2a Stand der BDA-Liste: 2015-06-26 Name: Rathaus GstNr.: 98 |